# Bous (Saar)
Bous [buːs] ist eine Gemeinde im Landkreis Saarlouis, etwa 15 km nordwestlich von Saarbrücken gelegen.

## Geografie
Der Ort liegt am südlichen Ausgang des Saarlouiser Beckens am rechten Ufer der Saar.

### Nachbargemeinden
Nachbargemeinden sind (im Uhrzeigersinn beginnend im Norden):
Schwalbach, Püttlingen,
Völklingen,
Wadgassen,
Saarlouis,
und Ensdorf.

## Geschichte
Bous wurde im Jahre 952 erstmals erwähnt, auch aus römischer Zeit wurden Spuren gefunden: 1836 die Reste einer römischen Mühle an der Stelle der heutigen Bommersbacher Mühle; um 1900 beim Bau der evangelischen Kirche die Reste eines römischen Landhauses. Diese Spuren lassen sich jedoch keinem genauen Datum zuordnen. Urkundlich belegt ist die Schenkung eines Gebietes zwischen Saar und Bous und der Mühle an das Kloster Wadgassen. Das halbe Dorf wurde 1489 dem Kloster übereignet. 1548 wurde das Dorf samt Bewohnern an das Kloster verkauft. Erst mit der Französischen Revolution endete die Herrschaft der Mönche. Von Bedeutung für die frühe Besiedlung ist die Lage nahe einem wichtigen Flussübergang. Zwei Römerstraßen führten über die Saar bis nach Metz. Eine Fähre gab es bis 1903. Eine der wenigen Eisenbahnbrücken über die Saar verlief unweit der heutigen Autobrücke. Die Eisenbahn kam 1858, das Mannesmannröhren-Werk 1887. Anfangs beschäftigte es 280 Arbeiter. Am 4. November 1918 kam es in einem Reisezug auf der Saarstrecke zwischen Völklingen und Bous zu einer Explosion und einem Brand. Dabei starben 18 Menschen, 14 weitere wurden verletzt.
Am 1. Januar 1974 wurde Bous/Saar aufgrund einer Gebietsreform zunächst Schwalbach/Saar zugeordnet. Die Bürger konnten dies jedoch durch ihre massiven Proteste rückgängig machen. Seit dem 1. Januar 1982 ist Bous mit 7,61 km² die kleinste selbstständige Gemeinde im Saarland.
Am 12. Oktober 1982 wurde der Gemeindename offiziell von Bous/Saar in Bous geändert.

### Einwohnerentwicklung
| Bous: Einwohnerzahlen von 1846 bis 2024 | Bous: Einwohnerzahlen von 1846 bis 2024 | Bous: Einwohnerzahlen von 1846 bis 2024 | Bous: Einwohnerzahlen von 1846 bis 2024 | Bous: Einwohnerzahlen von 1846 bis 2024 |
| --------------------------------------- | --------------------------------------- | --------------------------------------- | --------------------------------------- | --------------------------------------- |
| Jahr                                    |                                         |                                         |                                         | Einwohner                               |
| 1846                                    | 1846                                    |                                         | 671                                     | 671                                     |
| 1900                                    | 1900                                    |                                         | 2.400                                   | 2.400                                   |
| 1929                                    | 1929                                    |                                         | 5.319                                   | 5.319                                   |
| 1961                                    | 1961                                    |                                         | 7.551                                   | 7.551                                   |
| 1970                                    | 1970                                    |                                         | 7.879                                   | 7.879                                   |
| 2010                                    | 2010                                    |                                         | 7.240                                   | 7.240                                   |
| 2024                                    | 2024                                    |                                         | 7.191                                   | 7.191                                   |
|                                         |                                         |                                         |                                         |                                         |

### Name
Der Name ist vermutlich keltischen Ursprungs und bezieht sich auf die Lage der Gemeinde zwischen zwei Hügeln, in frühen urkundlichen Erwähnungen ist häufig vom Ort Bouza die Rede. Somit hat der Name trotz des französisch scheinenden ou seinen Ursprung nicht im romanischen Sprachraum. Dies hielt die Nationalsozialisten jedoch nicht ab, den Namen am 22. August 1935 in „Buß (Saar)“ zu ändern. Am 18. April 1946 wurde nach Anhörung des vorläufigen Gemeindeausschusses der Gemeinde Buß verfügt, dass mit sofortiger Wirkung die Gemeinde Buß wiederum den früheren, geschichtlich begründeten Namen Bous/Saar führt.

### Dialekt
Die in Bous gesprochene Mundart gehört zu den moselfränkischen Dialekten. Da jedoch die Nachbarstädte Püttlingen und Völklingen bereits zum rheinfränkischen Sprachraum gehören, gibt es auch Vermischungen. Die Lage an der sogenannten dat-das-Linie führt dazu, dass sich der Dialekt von dem dieser Nachbargemeinden ungewöhnlich stark unterscheidet.

## Politik

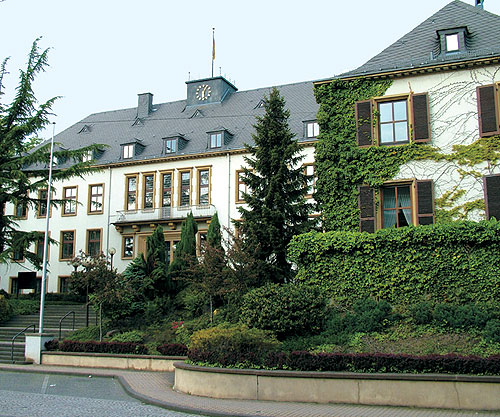
Das Rathaus von Bous

### Gemeinderat
Der Gemeinderat mit 27 Sitzen setzt sich nach der Wahl vom 9. Juni 2024 wie folgt zusammen:
- SPD: 8 Sitze (+2) (27,8 %, +4,7 Prozentpunkte)
- CDU: 11 Sitze (+1) (40,4 %, +5,4 Prozentpunkte)
- GRÜNE: 2 Sitze (−3) (9,7 %, −8,9 Prozentpunkte)
- FWG Bous: 5 Sitze (+2) (17,4 %, +5,9 Prozentpunkte)
- LL Bous: 1 Sitz (±0) (4,7 %, −0,1 Prozentpunkte)
- LINKE: k. A. (−2)

### Bürgermeister
- 1960–1964: H. Luxenburger †, CDU
- 1964–1973: Johann „Hennes“ Wagner †, SPD
- 1974–1982: Georg Fleck, CDU, (Gemeinde Schwalbach)
- 1982 – Juni 1982: Johann „Hennes“ Wagner †, SPD, als Bürgermeisterbeauftragter
- Juli 1982 – 1987: Hans Bernardi †, SPD
- 1987–2005: Erich Wentz †, SPD
- seit 2005: Stefan Louis, parteilos

Ergebnis der Direktwahl vom 23. Januar 2005:
- Stefan Louis (parteilos): 50,24 %
- Erich Wentz (SPD): 28,66 %
- Jürgen Manz (CDU): 17,45 %
- Marius Hocke (FWG): 3,65 %

Die Wahlbeteiligung lag bei 66,7 %.

### Gemeindefinanzen
Zum größten Teil in Folge der wegbrechenden Industrie- und Händlerstruktur, gehörte die Gemeinde Bous in den vergangenen 1990er bis Anfang der 2000er Jahre, zu den am höchsten verschuldeten Gemeinden des Saarlandes. Öffentliche Einrichtungen der Gemeinde, wie z. B. Schwimm- und Hallenbad, konnten nicht erhalten werden.
Die Übernahme der ehemaligen Röhrenwerke durch die Georgsmarienhütte und die Ansiedlung und Expansion verschiedener Unternehmen ermöglichten der Gemeinde Bous eine Haushaltskonsulidierung und die Rückführung des hohen Schuldenstandes. Durch eine in den Folgejahren sparsame Haushaltsführung weist Bous derzeit einen für saarländische Verhältnisse unterdurchschnittlichen Schuldenstand aus.
Die Gemeinde Bous wurde im Dezember 2018 von der zuständigen „Technischen Arbeitsgruppe Saarlandpakt“ als eine der saarlandweit sieben „gesunden Kommunen“ eingestuft.

### Wappen
Das Wappen wurde am 23. Juni 1982 durch das Saarländische Innenministerium genehmigt.
Blasonierung: „In Gold ein durchgehendes rotes Kreuz, überdeckt mit einem geteilten Herzschild, darin oben in Blau ein silberner Wellenschrägbalken, unten in Silber ein blauer Dreiberg.“
Die Gemeindefarben sind Rot – Gelb.
Im oberen Teil des inneren Wappens ist die Saar zu sehen. Der untere Teil stellt die drei Hügel Blasenberg, Griesberg und Weizenhübel dar. Das Wappen wurde der Gemeinde anlässlich ihres 1000-jährigen Jubiläums 1952 verliehen.

### Gemeindepartnerschaften
- Quetigny in Frankreich
- Koulikoro in Mali

## Wirtschaft und Infrastruktur
Heute zeichnet sich die Gemeinde durch eine sehr gute Infrastruktur und zahlreiche Einkaufsmöglichkeiten aus. Der größte Industriebetrieb, dem der Ort auch seinen Aufstieg zu Anfang des 20. Jahrhunderts verdankte, die Mannesmannröhren-Werke (RBS), wurde in den 1990er Jahren stillgelegt. Lediglich ein Elektrostahlwerk, das seit 1998 zur Georgsmarienhütte GmbH gehört, hält noch die montan-industrielle Tradition aufrecht. Ein weiterer überregional bedeutender Standort ist ein Zentrallager von Aldi Süd.
Bous liegt an der Saarstrecke Saarbrücken–Karthaus mit dem Bahnhof Bous (Saar) und an der Bundesstraße 51. Früher zweigte hier auch eine Bahnstrecke über die Saar nach Fürstenhausen ab.

## Kultur und Freizeit

### Regelmäßige Veranstaltungen

#### Chausseefeschd

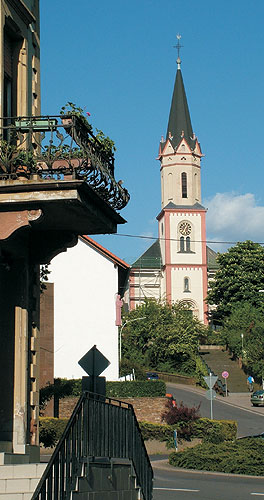
Die katholische Kirche St. Peter

Neben zahlreichen kleineren Festen war von 1978 bis 2003 das Bouser Chausseefeschd fester Bestandteil des kulturellen Lebens. Mit Ausnahme einiger Jahre, in denen das Fest in Nebenstraßen stattfinden musste, da der damalige CDU-Landrat Riotte die Genehmigung nicht erteilte, wurde jeweils am letzten Augustwochenende (bzw. im vorletzten, wenn das Monatsende genau auf den 30./31. fiel) die Bundesstraße 51 voll gesperrt. Bis zu 70.000 Menschen bevölkerten von Freitag- bis Sonntagabend die „Chaussee“ der Gemeinde. Das Chausseefeschd findet aus finanziellen Gründen nicht mehr statt.
Seit 2004 gibt es mit dem Bouser Oktoberfest eine neue Großveranstaltung in der Gemeinde. Veranstaltungsort war jahrelang ein Festzelt auf dem Gelände des Einkaufscenter Bous. Auf Grund von Umbauarbeiten des „EKC“ und damit verbunden, dem Wegfall des Standplatzes, findet das Oktoberfest seit 2023 zum ersten Mal auf dem Marktplatz in Bous statt, dort, wo seit Jahrzehnten auch die Peter und Paul Kirmes stattfindet.

#### Bouser Maisause
Seit 2006 veranstaltet die „Aktionsgemeinschaft Standort Bous“ die Bouser Maisause, ein Seifenkisten- und Bobbycar-Rennen. Ins Leben gerufen wurde die Veranstaltung vom Gründungsmitglied und ehemaligen 1. Vorsitzenden der Aktionsgemeinschaft Enzo Messina. Alle zwei Jahre an einem Maiwochenende wird die Maisause seitdem fast unverändert weitergeführt. Dabei werden die Hohlstraße, die Winkelstraße und der Kirchberg gesperrt und als Rennstrecke genutzt. Im Gegensatz zu herkömmlichen Seifenkistenrennen wird bei der Bouser Maisause in zwei Klassen gestartet: Die Klasse der Bouser Boliden (mit Mülltonnenrädern) (ab 10 Jahre), sowie die offene Klasse (ab 16 Jahre), in der die Konstrukteure eine große Freiheit haben. Die offene Klasse erreicht in der abschüssigen Hohlstrasse über 50 km/h. Kinder ab sechs Jahren nehmen mit ihren Bobby-Cars an einem eigenen Wettbewerb teil. Das Alleinstellungsmerkmal dieser Veranstaltung ist das oft über 40 Teams zählende Teilnehmerfeld. Im Vordergrund steht dabei von 2006 an der generationsübergreifende Charakter dieser Veranstaltung, der von einer breiten Basis der Bevölkerung getragen wird. Darüber hinaus war es bei der Konzeption im Jahre 2005/2006 wichtig, sich durch das Alleinstellungsmerkmal „Seifenkisten-Rennen“ von den üblichen Straßenfesten in der Region abzusetzen. Auf diese Weise konnte man sich der Konkurrenz mit anderen Straßenfesten und dem damit verbundenen finanziellen Druck, der durch ein sich ständig steigerndes Unterhaltungsprogramm entsteht, entziehen.
Infolge der Corona-Pandemie fand erst 2024 die Bouser Maisause erneut statt, dieses Mal organisiert von der „Initiative 359“. Neue Rennen wurden hinzugefügt, wie beispielsweise das Nacht-Rennen in den späten Abendstunden.

#### HoKuTa
In den ersten Novemberwochen findet jedes Jahr in der Südwesthalle eine Hobby-Kunst-Ausstellung statt. Der Veranstalter ist der örtliche Kulturverein hokuta e. V.

### Sehenswürdigkeiten
Das künstlerisch bedeutendste Bauwerk in Bous ist das ehemalige Redemptoristenkloster Heiligenborn, das in den Jahren 1949 bis 1952 (Bauwerk) beziehungsweise 1953 bis 1960 (Inneneinrichtung) fast vollständig von dem ungarndeutschen Künstler und Architekten György Lehoczky entworfen und gebaut wurde.
Das Kloster befindet sich an der Stelle einer sagenumwobenen heiligen Quelle. Dort begannen die Nationalsozialisten nach 1940 einen Thingplatz mit einem angeschlossenen HJ-Heim zu errichten. Teile des Rohbaus stammen aus dieser Zeit, der im Kellergeschoss befindliche Grundstein des Klosters Heiligenborn trägt noch heute das Hakenkreuz. Das Kloster ist seit 2009 geschlossen.
In der Saarbrücker Straße, Abzweigung Brücke Richtung Wadgassen (Ort), befindet sich das ehemalige Forsthaus der Abtei Wadgassen. Es ist eines der wenigen erhaltenen Gebäude aus dieser Zeit. Ein zweites Relikt aus der Wadgasser Abteizeit ist das Barocke Steinkreuz mit prachtvoller Basis am Friedhof Bous.
Siehe auch: Liste der Baudenkmäler in Bous

### Schulen
Bous hat neben einer Grundschule auch eine weiterführende Schule (Gemeinschaftsschule zusammen mit Wadgassen), die auch von Schülern aus den umliegenden Städten und Gemeinden genutzt wird.
- Grundschule Bous
- Gemeinschaftsschule Wadgassen-Bous
- Kreisvolkshochschule Bous
- Katholische Erwachsenenbildung, KEB Bous
- Kreis-Musikschule Saarlouis-Bous
- 1950–1979 Konvikt des Redemptoristenklosters Heiligenborn

Außerdem existiert ein herkömmlicher Kindergarten sowie ein Kinderhaus, das gemeinsam von behinderten und nichtbehinderten Kindern besucht wird.

### Kino
Das Thalia wurde 1957 eröffnet und seither jedoch mehrfach modernisiert, ohne seinen Wirtschaftswundercharme einzubüßen. Technisch befindet es sich auf der Höhe der Zeit. Das Kino hat 141 Plätze, aufgeteilt auf 3 Kinosäle, und bietet Service am Platz.

## Persönlichkeiten

### Söhne und Töchter der Gemeinde
- Otto Weismüller (1866–1933), preußischer Oberregierungsrat und Landrat
- Franz Gier (1903–1963), Politiker der Christlichen Volkspartei des Saarlandes (CVP), ehrenamtlicher Bürgermeister in Bous (1949)
- Servatius Ludwig (1907–1946), Benediktinermissionar in der Mandschurei
- Aloys Ludwig (1910–2002), katholischer Theologe und Mitglied im Nationalkomitee Freies Deutschland (NKFD)
- Cilli Willeke (* 1929), Malerin
- Karl Josef Rivinius (* 1936), katholischer Theologe und Kirchenhistoriker
- JOMI (1952–2025; eigentlich Josef Michael Kreutzer), Pantomime
- Michael Klinkert (* 1968), ehemaliger Fußballprofi
- Karsten Brill (* 1970), Heavy-Metal-Sänger
- Patrick Waldraff (* 1987), Politiker (CDU), Abgeordneter im saarländischen Landtag

### Mit der Gemeinde verbunden
- Leo Stefan Schmitt (* 1952 in Großrosseln), Politiker (SPD, jetzt Die Linke), jahrelanges Gemeinderatsmitglied
- Gustav Rivinius (* 1965), Cellist und Hochschullehrer
- Markus Tressel (* 1977 in Saarlouis), Politiker (Bündnis 90/Die Grünen), Bundestagsabgeordneter